# Domicjan
Domicjan, Domitianus, Titus Flavius Domitianus, oficjalna tytulatura cesarska Imperator Caesar Domitianus Augustus (ur. 24 października 51 w Rzymie, zm. 18 września 96 tamże) – cesarz rzymski od 14 września 81 do swojej śmierci. Syn Wespazjana i Domitilli Starszej, brat Tytusa Flawiusza i Domitilli Młodszej.

## Życiorys
W początkach swojego panowania w roku 82 osobiście poprowadził siłami 9 legionów wyprawę wojenną przeciwko germańskim plemionom Chattów, których pokonał i odepchnął w głąb Germanii, rozszerzając Agri Decumates. Z tego tytułu odbył uroczysty triumf i przyjął przydomek Germanicus w roku 85.
W tym samym roku Dakowie najechali na prowincję Mezję. Po sprowadzeniu posiłków, w tym jednego legionu z Brytanii, Rzymianie ruszyli do kontrofensywy zakończonej klęską (zniszczono cały legion V Alaude). W 88 roku w rejon działań wojennych przybył osobiście Domicjan, lecz wobec groźby najazdu plemion Jazygów, Markomanów, Kwadów oraz buntu wznieconego przez Saturninusa, namiestnika Górnej Germanii, został zmuszony do zawarcia pokoju z władcą Daków w roku 89. Uznał go za króla, obiecał coroczne subsydia pieniężne oraz dostarczenie specjalistów od fortyfikacji obronnych, licząc na Daków jako sojuszników przeciw innym agresywnym plemionom. Ich władca Decebal miał natomiast zwrócić jeńców wojennych oraz wydać część broni, czego nie uczynił.
W roku 92 cesarz podjął wyprawę przeciwko Jazygom, Kwadom i Markomanom.
Przeprowadził reformy w administracji państwa, powołując ekwitów na wysokie stanowiska w kancelariach cesarskich zamiast wyzwoleńców, a do pobierania podatków wyznaczył państwową służbę z nadzorującymi prokuratorami i zakończył działalność prywatnych spółek publikanów pobierających podatki. Wyższe stanowiska w armii również powierzał ekwitom, pomijając senatorów. Dokończył budowę Koloseum.
Dwukrotnie żonaty z Domicją Longiną. Zamordowany w pałacu cesarskim w Rzymie, w wyniku spisku pretorianów, cesarskiego szambelana i cesarzowej Domicji.

## Literatura tematu
- Boruch W., Aspekty polityczne i ideologiczne panowania cesarza Domicjana (81–96 r. po Chr.) w świetle mennictwa imperialnego, Poznań 2002.
- Cary M., Scullard H. H., Dzieje Rzymu. Od czasów najdawniejszych do Konstantyna. t. 1, Warszawa 1992.
- Krawczuk A, Poczet cesarzowych Rzymu, Iskry, Warszawa 2006.
- Słownik cesarzy rzymskich (red. J. Prostko-Prostyński), Wydawnictwo Poznańskie, Poznań 2001.
- Władcy i wodzowie starożytności. Słownik (red. P. Iwaszkiewicz, W. Łoś, M. Stępień), Warszawa 1998.
- Swetoniusz, Żywoty cezarów, Ossolineum, Wrocław 1987.
- Tacyt, Dzieła, t. 1–2, Warszawa 1957, 2004.